# Α-Etylomeskalina
α-Etylomeskalina, AEM – organiczny związek chemiczny z grupy psychodelicznych fenyloetyloamin, analog meskaliny. Zsyntetyzowana po raz pierwszy przez Alexandra Shulgina, opisana w PiHKAL z minimalnym dawkowaniem 220 mg oraz nieznanym czasem trwania efektów.